# Rhapsody of the Darkness
«Rhapsody of the Darkness» es el séptimo sencillo de la banda Versailles lanzado en formato digital el 25 de abril de 2012 a través de la tienda de música en línea iTunes Music Store.

## Lista de canciones
| N.º   | Título                     | Letras | Música | Duración |  |
| 1.    | «Rhapsody of the Darkness» | Kamijo | Hizaki | 4:57     |  |
| 2.    | «Illusion»                 | Kamijo | Kamijo | 5:05     |  |
| 10:02 |                            |        |        |          |  |